# Кореляційна функція (астрономія)
Кореляційна функція в астрономії описує розподіл галактик у Всесвіті. За замовчуванням «кореляційна функція» відноситься до двоточкової автокореляційної функції. Двоточкова автокореляційна функція є функцією однієї змінної — відстані. Вона описує надлишкову ймовірність виявлення двох галактик, розділених цією відстанню (тобто надлишок над імовірністю, яка виникла б, якби галактики були розподілені рівномірно й незалежно одна від одної). Це можна розглядати як показник нерівності їх розподілу: чим вище значення для певної відстані, тим більш неоднорідним є Всесвіт на цій шкалі відстані.
Часто цитується таке визначення (Піблс, 1980):
Для випадкової галактики в заданому місці, кореляційна функція описує ймовірність того, що інша галактика буде знайдена на заданій відстані.
Однак це визначення коректне лише в статистичному сенсі, після усереднення за великою кількістю галактик, обраних як перша, «випадкова» галактика. Якщо ж вибрано лише одну «випадкову» галактику, то визначення більше не є правильним, бо функція буде сильно змінюватися залежно від того, яку саме галактику обрано.
Якщо припустити, що Всесвіт ізотропний (що показують спостереження), кореляційна функція є функцією скалярної відстані. Двоточкову кореляційну функцію можна записати як{\displaystyle \xi _{2}(\left|\mathbf {x} _{1}-\mathbf {x} _{2}\right|)=\langle \delta (\mathbf {x} _{1})\delta (\mathbf {x} _{2})\rangle ,}де {\displaystyle \delta (\mathbf {x} )=(\rho (\mathbf {x} )-{\bar {\rho }})/{\bar {\rho }}} є безрозмірною мірою надлишку густини, визначеною в кожній точці. Позначаючи {\displaystyle \Delta =\left|\mathbf {x} _{1}-\mathbf {x} _{2}\right|}, його також можна виразити як інтеграл{\displaystyle \xi _{2}(\Delta )={\frac {1}{V}}\int d^{3}x\,\delta (\mathbf {x} )\delta (\mathbf {x} +\mathbf {\Delta } ).}Просторова кореляційна функція {\displaystyle \xi (r)} пов'язана з просторовим спектром потужності Фур'є розподілу галактик, {\displaystyle P(k)}, як{\displaystyle \xi (r)={\frac {1}{2\pi ^{2}}}\int dk\,k^{2}P(k)\,{\frac {\sin(kr)}{kr}}}n-точкові автокореляційні функції для n більше 2 або функції взаємної кореляції для окремих типів об'єктів визначаються подібно до двоточкової автокореляційної функції.
Кореляційна функція важлива для теоретичних моделей фізичної космології, оскільки вона дає засоби перевірки різних космологічних моделей.